# Слегино
Слегино́ — деревня в Даниловском районе Ярославской области. Входит в состав Даниловского сельского поселения. 

## География
Находится в 22 км от Данилова по автомобильной дороге Череповец — Данилов. Главная и единственная улица деревни — Даниловская.

## Население
| 2007 | 2010 |
| ---- | ---- |
| 26   | ↘23  |